# برکلی، گلاسترشر
latitudeبرکلی، گلاسترشرlongitudeبرکلی، گلاسترشر
برکلی، گلاسترشر (به انگلیسی: Berkeley, Gloucestershire) یک شهرک در بریتانیا است که در گلاسترشر واقع شده‌است.

## خصوصیات
برکلی ۱٬۸۶۵ نفر جمعیت دارد.